# Фердерсейласен
Фердерсейласен (норв. Færderseilasen), також відома як Фердерн — регата, що проводиться у другі вихідні червня  Королівським норвезьким яхт-клубом.
Регата починається в Осло для звичайних вітрильників і у Соні для старих яхт. Найшвидший з вітрильників має обпливти навколо Фердерського маяка. Кінцева точка в Хортені. Менші за розмірами човни розвертаються в Холендербаені чи Медфйордбаені. Регата відкрита для будь-якого члена яхт-клубу, і човни розподіляють у класи відповідно до їхнього вітрильного потенціалу. Подорож з Осло в Фердер до Хортена становить близько 83 морських миль завдовжки.

## Історія

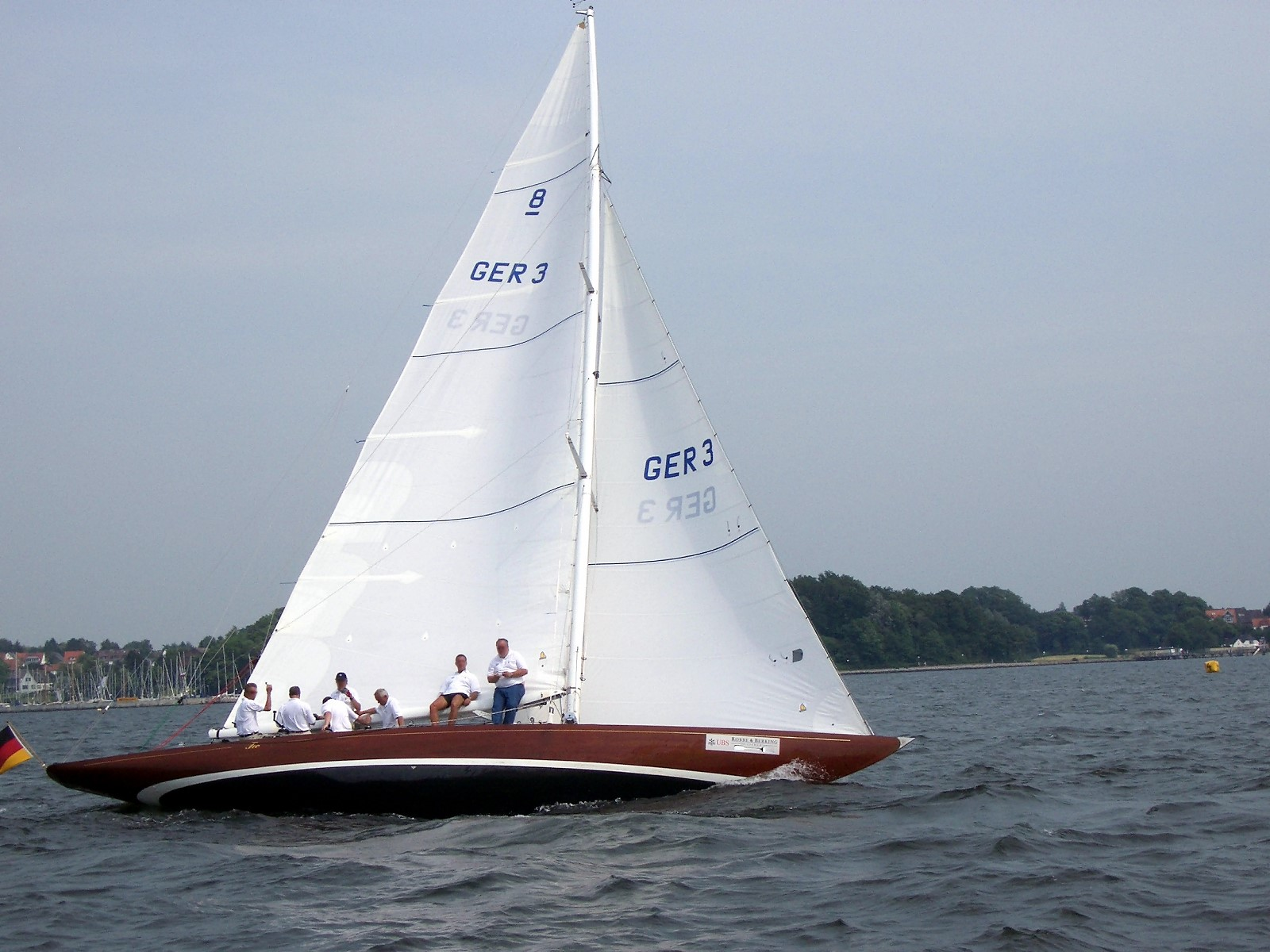
На схожому човні у 1949 році брав участь у регаті кронпринц Олаф

Перша регата розпочалася в суботу, 14 червня 1947 р. о 17:30, після робочого дня, та у ній брали участь шість зареєстрованих човнів. Вони відпливли від яхт-клубу Дроннінген в Осло, обпливли Фердер й знов повернулися у Дроннінген. Тільки два човна пройшли увесь маршрут до кінця. Один з них, «Кармен», все ще бере участь у регаті. У наступному році виникла вимога, щоб початкові судна мали мітку, щоб мати змогу вести правильний список результатів з виправленим часом. Було також запропоновано перенести початок на ранок суботи, навіть якщо це означало, що цей день вважався робочим.
У 1948 році у регаті брали учать лише три човни. У наступному році комітет узгодив нове рішення щодо вітрил, що дозволило 8 -12-метровим регатним човнам брати участь у регаті 1949 року. Кронпринц Олаф на своїй 8-метровій «Сірі» брав участь у регаті, разом з кронпринцесою в якості екіпажу. Учасником змагань став й посол США Чарльз У. Бей.
Починаючи з 50-х років, участь збільшилася до понад 1000 стартових човнів.